# U
A letra U (u) é a vigésima primeira letra do alfabeto latino.

## História
O waw que deu origem às letras f, v, w e y também deu origem à letra U. Com os gregos foi transformado em dois caracteres: o ípsilon, usado para designar o som de u, e digama para o som de f. Para os etruscos e romanos o u era simbolizado pelo desenho de um v, como aparece em monumentos clássicos latinos. A letra u era utilizada para designar o mesmo som mas só aparece em manuscritos romanos.
No latim antigo, o "U" foi sempre escrito "V". Mesmo nas outras línguas latinas como o português, durante muito tempo o "U" ainda foi escrito "V". A distinção entre os sons de u e v só se deu no século XVII.
| Combinações de duas letras              | Combinações de duas letras | Combinações de duas letras | Combinações de duas letras | Combinações de duas letras | Combinações de duas letras | Combinações de duas letras | Combinações de duas letras | Combinações de duas letras | Combinações de duas letras | Combinações de duas letras | Combinações de duas letras | Combinações de duas letras | Combinações de duas letras | Combinações de duas letras | Combinações de duas letras | Combinações de duas letras | Combinações de duas letras | Combinações de duas letras | Combinações de duas letras | Combinações de duas letras | Combinações de duas letras | Combinações de duas letras | Combinações de duas letras | Combinações de duas letras | Combinações de duas letras |
| --------------------------------------- | -------------------------- | -------------------------- | -------------------------- | -------------------------- | -------------------------- | -------------------------- | -------------------------- | -------------------------- | -------------------------- | -------------------------- | -------------------------- | -------------------------- | -------------------------- | -------------------------- | -------------------------- | -------------------------- | -------------------------- | -------------------------- | -------------------------- | -------------------------- | -------------------------- | -------------------------- | -------------------------- | -------------------------- | -------------------------- |
| Ua                                      | Ub                         | Uc                         | Ud                         | Ue                         | Uf                         | Ug                         | Uh                         | Ui                         | Uj                         | Uk                         | Ul                         | Um                         | Un                         | Uo                         | Up                         | Uq                         | Ur                         | Us                         | Ut                         | Uu                         | Uv                         | Uw                         | Ux                         | Uy                         | Uz                         |
| UA                                      | UB                         | UC                         | UD                         | UE                         | UF                         | UG                         | UH                         | UI                         | UJ                         | UK                         | UL                         | UM                         | UN                         | UO                         | UP                         | UQ                         | UR                         | US                         | UT                         | UU                         | UV                         | UW                         | UX                         | UY                         | UZ                         |
| Combinações letra-número e número-letra |                            |                            |                            |                            |                            |                            |                            |                            |                            |                            |                            |                            |                            |                            |                            |                            |                            |                            |                            |                            |                            |                            |                            |                            |                            |
|                                         |                            | U0                         | U1                         | U2                         | U3                         | U4                         | U5                         | U6                         | U7                         | U8                         | U9                         |                            |                            | 0U                         | 1U                         | 2U                         | 3U                         | 4U                         | 5U                         | 6U                         | 7U                         | 8U                         | 9U                         |                            |                            |

## Significados
- símbolo químico do urânio
- em bioquímica: uracilo
- na história, U foi o rei de Goryeo (Coreia)
- na matemática, ∪ representa união, e ∩ representa intersecção (ambos são operadores de conjuntos)
- em informática, os pontos de código Unicode são designados por U seguido de um número em hexadecimal (U+ quando precedendo um número de 4 algarismos, próprio para o BMP, e U- quando precedendo um número de 8 algarismos, necessário para indicar o código de qualquer caractere)
- u é o símbolo da massa atómica unificada
- U é o símbolo da diferença de potencial na física